# Laban Wheaton

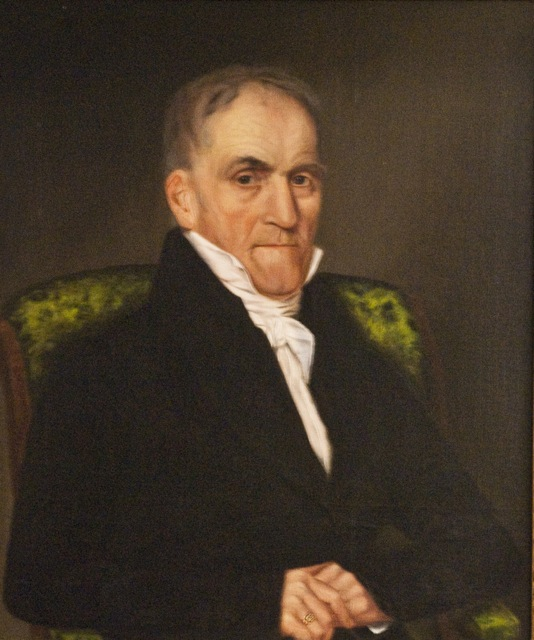
Laban Wheaton

Laban Wheaton (* 13. März 1754 in Mansfield, Bristol County, Province of Massachusetts Bay; † 23. März 1846 in Norton, Massachusetts) war ein US-amerikanischer Politiker. Von 1809 bis 1817 vertrat er den Bundesstaat Massachusetts im US-Repräsentantenhaus.

## Werdegang
Laban Wheaton besuchte die Wrentham Academy und danach bis 1774 das Harvard College. Anschließend studierte er in Woodstock (Connecticut) Theologie. Nach einem anschließenden Jurastudium und seiner 1788 erfolgten Zulassung als Rechtsanwalt begann er in Milton in diesem Beruf zu arbeiten. Zeitweise war er Richter im Bristol County. Gleichzeitig schlug er als Mitglied der Föderalistischen Partei eine politische Laufbahn ein. Von 1803 bis 1808 war er Abgeordneter im Repräsentantenhaus von Massachusetts.
Bei den Kongresswahlen des Jahres 1808 wurde Wheaton im neunten Wahlbezirk von Massachusetts in das US-Repräsentantenhaus in Washington, D.C. gewählt, wo er am 4. März 1809 die Nachfolge von Josiah Dean antrat. Dreimal wiedergewählt absolvierte er bis zum 3. März 1817 vier Legislaturperioden im Kongress. Ab 1815 vertrat er dort als Nachfolger von Elijah Brigham den zehnten Distrikt seines Staates. In seine Zeit als Abgeordneter fiel der Britisch-Amerikanische Krieg von 1812. Nach dem Ende seiner Zeit im US-Repräsentantenhaus amtierte Laban Wheaton an verschiedenen Gerichten als Richter. Im Jahr 1825 war er nochmals Abgeordneter im Staatsparlament von Massachusetts.